# Erdélyi virágszöcske
Az erdélyi virágszöcske (Leptophyes discoidalis) a fürgeszöcskék családjába tartozó, Közép-Kelet-Európában honos szöcskefaj.

## Megjelenése
Az erdélyi virágszöcske testhossza a hím esetében 13-15 mm, a nőstény 15-19 mm, ehhez járul még a 7-8 mm-es tojócső. Alapszíne zöld, apró barnás pontokkal. Csápjai jóval hosszabbak a testénél. A torpajzs viszonylag hosszú. A szárnyak csökevényesek, látható részük a torpajzs hosszának kb. a harmada. A hímek szárnyain egy-egy feltűnő fekete folt látszik. A hím cercusa (potrohfüggeléke) a tövénél igen vastag és világos színű. A nőstény tojócsöve széles, sarlószerűen felfelé ívelő, éle finoman fogazott.
Éneke csak ultrahangdetektorral figyelhető meg, változó gyorsasággal egymást követő nagyon rövid kattogó hangok sorozata.

### Hasonló fajok
A közönséges virágszöcske, a sárgászöld virágszöcske és a rőthátú virágszöcske hasonlít hozzá.

## Elterjedése
Európában honos, az Észak-Balkánon és a Kárpát-medence keleti felében (Északkelet-Magyarország, Kelet-Szlovákia, Kárpátalja, Nyugat-Románia, Északnyugat-Bulgária, Kelet-Szerbia, valamint két izolált populációja a szerb-horvát és a szerb-bosnyák határon). Elterjedési területe fragmentált, állományai szigetszerűek, létszáma csökkenőben van. Magyarországon északkeleten és a Körös-vidéken (Mályvádi erdő) fordul elő. 

## Életmódja
Magas, dús növényzetű félszáraz gyepek, erdőszélek, tisztások, irtások, galériaerdők, patakmenti magaskórósok lakója. Növényevő. Lassú mozgású, röpképtelen szöcske.  
Kifejlett példányaival júniustól augusztusig lehet találkozni. A nőstény félkemény növényi szárakba rakja petéit.
Magyarországon védett, természetvédelmi értéke 10 000 Ft.